# Phalaenopsis micholitzii
Phalaenopsis micholitzii là một loài thực vật thuộc họ Orchidaceae. Đây là loài đặc hữu của bán đảo Zamboanga thuộc đảo Mindanao, Philippines. Môi trường sống tự nhiên của chúng là rừng ẩm vùng đất thấp nhiệt đới hoặc cận nhiệt đới. Chúng hiện đang bị đe dọa do mất môi trường sống và bị khai khác quá mức.